# The Lifetimes Tour
The Lifetimes Tour é a quinta turnê mundial da cantora americana Katy Perry, a qual teve início em 23 de abril de 2025, na Cidade do México, México. Katy Perry anunciou a turnê em setembro de 2024 para promover seu sétimo álbum de estúdio, 143. Esta é a primeira turnê mundial de cantora em seis anos, desde a Witness: The Tour (2017-2018) e a primeira digressão após ter passado um período de dois anos entre 2021 e 2023, realizando a residência Play, em Las Vegas.

## História
Em 25 de setembro de 2024, Katy Perry anunciou ao vivo no programa matinal australiano Sunrise que embarcaria na The Lifetimes Tour, com cinco datas na Austrália. A pré-venda para fãs e a venda geral foram anunciadas ao mesmo tempo. Dois dias depois, devido à alta demanda, apresentações adicionais em Sydney e Brisbane foram adicionados. Um show em Adelaide foi anunciado em 29 de setembro. Dois dias depois, dois shows adicionais em Adelaide foram adicionados devido ao primeiro e ao segundo terem esgotado em uma hora. Em 3 de outubro de 2024, ela adicionou mais um show em Melbourne, Perth e Adelaide.
Em 11 de novembro, Perry revelou que a turnê visitaria a América do Sul em Santiago, Chile, e Buenos Aires, Argentina, com shows ocorrendo respectivamente nos dias 6 e 9 de setembro seguintes. Dois dias depois, os shows no Brasil e no México foram anunciados, com quatro shows adicionais no total distribuídos entre Cidade do México, Monterrey e Guadalajara sendo adicionados após as primeiras datas esgotarem. Os shows no Reino Unido foram anunciados em 17 de novembro de 2024, com uma libra por ingresso vendido sendo doada ao Music Venue Trust. Em 21 de novembro de 2024, ela adicionou um segundo show em Londres. Nesse mesmo mês, os shows no Canadá foram anunciados, e um show adicional em Buenos Aires foi adicionado, devido à demanda. 
Em 9 de dezembro de 2024, Perry anunciou oito datas europeias para a turnê, com um show extra adicionado em Paris, devido à demanda três dias depois. Uma terceira data foi adicionada posteriormente após os dois shows anteriores esgotarem. Em 16 de dezembro de 2024, Perry anunciou uma data em Bolonha, Itália. Em 22 de janeiro de 2025, Perry anunciou uma data em Munique, Alemanha. Cinco dias depois, os shows nos Estados Unidos foram anunciados, bem como uma data secundária em Toronto, Canadá. Em 29 de janeiro de 2025, Perry anunciou uma data em Lyon, França. Em 6 de fevereiro de 2025, Perry anunciou uma data em Belfast, Irlanda do Norte. Um segundo show em Belfast foi anunciado em 14 de fevereiro de 2025. Em 19 de fevereiro de 2025, Perry anunciou uma data em Hanover, Alemanha. No dia seguinte, as datas rotuladas como os shows australianos "finais" foram anunciadas. Em 24 de fevereiro de 2025, Perry anunciou as datas da turnê na Espanha. Em 9 de março de 2025, foi anunciado que Rebecca Black serviria como um ato de apoio para a turnê. No mês seguinte, durante seu voo para o espaço a bordo do Blue Origin NS-31, Perry revelou o repertório da turnê. Posteriormente, dois shows em Hangzhou, China, foram anunciados em 23 de abril de 2025. No mesmo dia, Perry anunciou que a DJ mexicana Mariana BO e a banda mexicana Midnight Generation se apresentariam como atos de abertura das datas mexicanas da turnê. Em 30 de maio de 2025, Perry anunciou duas datas no Brasil programadas para acontecer em Brasília e Curitiba, nos dias 16 e 19 de setembro, respectivamente.

## Repertório
Esse repertório é relativo ao show do dia 23 de abril de 2025, na Cidade do México, podendo não ser representativo de todos os shows da turnê.
1. "Artificial"
2. "Chained to the Rhythm"
3. "Teary Eyes"
4. "Dark Horse"
5. "Woman's World"
6. "California Gurls"
7. "Teenage Dream"
8. "Hot n Cold"
9. "Last Friday Night (T.G.I.F.)"
10. "I Kissed a Girl"
11. "Nirvana"
12. "Crush" (contém elementos de "Crush" de Jennifer Paige)
13. "I'm His, He's Mine"
14. "Wide Awake"
15. Canção escolhida pelo público ("Choose Your Own Adventure")
16. Canção escolhida pelo público ("Choose Your Own Adventure")
17. "All The Love"
18. "E.T."
19. "Part of Me"
20. "Rise"
21. "Roar"
22. "Daisies" (remix de Oliver Heldens)
23. "Lifetimes"
24. "Firework" (contém elementos de "Wonder")

### Choose Your Own Adventure
Após cantar "Wide Awake", Katy Perry dá início a uma sessão chamada "Choose Your Own Adventure", na qual ela canta canções que não fazem parte do repertório oficial da turnê. A cantora, então, escolhe um de seus álbuns e pede para que a plateia escolha duas canções para serem cantadas, dentre três canções ofertadas. 
| Data (2025)  | Cidade           | Álbum escolhido | 1ª canção             | 2ª canção               |         |
| ------------ | ---------------- | --------------- | --------------------- | ----------------------- | ------- |
| 23 de abril  | Cidade do México | Teenage Dream   | "Not Like the Movies" | "The One That Got Away" |         |
| 25 de abril  | Cidade do México | Teenage Dream   | "Pearl"               | "The One That Got Away" |         |
| 26 de abril  | Cidade do México | Teenage Dream   | "Pearl"               | "The One That Got Away" |         |
| 28 de abril  | Monterrey        | Teenage Dream   | "Not Like the Movies" | "The One That Got Away" |         |
| 29 de abril  | Monterrey        | Teenage Dream   | "Pearl"               | "The One That Got Away" |         |
| 7 de maio    | Houston          | Teenage Dream   | "Not Like the Movies" | "The One That Got Away" |         |
| 9 de maio    | Oklahoma City    | Teenage Dream   | "Pearl"               | "The One That Got Away" |         |
| 10 de maio   | Kansas City      | Teenage Dream   | "Not Like the Movies" | "The One That Got Away" |         |
| 12 de maio   | Chicago          | Teenage Dream   | "Pearl"               | "The One That Got Away" |         |
| 13 de maio   | Minneapolis      | Teenage Dream   | "Pearl"               | "The One That Got Away" |         |
| 17 de maio   | Las Vegas        | Teenage Dream   | "Pearl"               | "The One That Got Away" |         |
| 20 de maio   | Austin           | Teenage Dream   | "Not Like The Movies" | "The One That Got Away" |         |
| 22 de maio   | Dallas           | Teenage Dream   | "Pearl"               | "The One That Got Away" |         |
| 04 de junho  | Sydney           | One of the Boys | "I'm Still Breathing" | "Thinking of You"       |         |
| 07 de junho  | Melbourne        | One of the Boys | "I'm Still Breathing" | "Thinking of You"       |         |
| 09 de junho  | Sydney           | One of the Boys | "I'm Still Breathing" | "Thinking of You"       |         |
| 10 de junho  | Sydney           | One of the Boys | "I'm Still Breathing" | "Thinking of You"       |         |
| 12 de junho  | Melbourne        | One of the Boys | "I'm Still Breathing" | "Thinking of You"       |         |
| 13 de junho  | Melbourne        | One of the Boys | "Mannequin"           | "Thinking of You"       |         |
| 14 de junho  | Melbourne        | One of the Boys | "Mannequin"           | "The One That Got Away" |         |
| 17 de junho  | Brisbane         | One of the Boys | "I'm Still Breathing" | "Thinking of You"       |         |
| 18 de junho  | Brisbane         | One of the Boys | "Mannequin"           | "The One That Got Away" |         |
| 22 de junho  | Perth            | One of the Boys | "Thinking of You"     | "The One That Got Away" |         |
| 23 de junho  | Perth            | One of the Boys | "I'm Still Breathing" | "Thinking of You"       |         |
| 26 de junho  | Adelaide         | One of the Boys | "I'm Still Breathing" | "The One That Got Away  |         |
| 27 de junho  | Adelaide         | One of the Boys | "I'm Still Breathing" | "Thinking of You"       |         |
| 29 de junho  | Adelaide         | One of the Boys | "I'm Still Breathing" | "The One That Got Away" |         |
| 30 de junho  | Adelaide         | One of the Boys | "I'm Still Breathing" | "The One That Got Away" |         |
| 10 de julho  | Denver           | Teenage Dream   | "Not Like the Movies" | "The One That Got Away" |         |
| 12 de julho  | Phoenix          | Teenage Dream   | "Pearl"               | "The One That Got Away" |         |
| 13 de julho  | Anaheim          | Teenage Dream   | "Not Like the Movies" | "The One That Got Away" |         |
| 15 de julho  | Inglewood        | Teenage Dream   | "Not Like the Movies" | "The One That Got Away" |         |
| 18 de julho  | São Francisco    | Teenage Dream   | "Not Like the Movies" | "The One That Got Away" |         |
| 21 de julho  | Seattle          | Teenage Dream   | "Not Like the Movies" | "The One That Got Away" | "Pearl" |
| 22 de julho  | Vancouver        | Teenage Dream   | "Not Like the Movies" | "The One That Got Away" |         |
| 24 de julho  | Edmonton         | Teenage Dream   | "Not Like the Movies" | "The One That Got Away" |         |
| 26 de julho  | Winnipeg         | Teenage Dream   | "Not Like the Movies" | "The One That Got Away" |         |
| 29 de julho  | Ottawa           | Teenage Dream   | "Not Like the Movies" | "The One That Got Away" |         |
| 30 de julho  | Montreal         | Teenage Dream   |                       | "The One That Got Away" |         |
| 1 de agosto  | Quebec City      | Teenage Dream   | "Pearl"               | "The One That Got Away" |         |
| 3 de agosto  | Detroit          | Teenage Dream   | "Pearl"               | "The One That Got Away" |         |
| 5 de agosto  | Toronto          | Teenage Dream   | "Not Like the Movies" | "The One That Got Away" |         |
| 6 de agosto  | Toronto          | Teenage Dream   | "Not Like the Movies" | "The One That Got Away" |         |
| 8 de agosto  | Boston           | Teenage Dream   | "Not Like the Movies" | "The One That Got Away" |         |
| 9 de agosto  | Filadélfia       | Teenage Dream   | "Not Like the Movies" | "The One That Got Away" |         |
| 11 de agosto | Nova York        | Teenage Dream   | "Not Like the Movies" | "The One That Got Away" |         |
| 14 de agosto | Newark           | Teenage Dream   | "Pearl"               | "The One That Got Away" |         |

## Datas
| Data (2025)                | Cidade                     | País                       | Local                                    | Ato(s) de abertura         | Público                    | Receita                    |   |
| Etapa 1 — América do Norte | Etapa 1 — América do Norte | Etapa 1 — América do Norte | Etapa 1 — América do Norte               | Etapa 1 — América do Norte | Etapa 1 — América do Norte | Etapa 1 — América do Norte |   |
| -------------------------- | -------------------------- | -------------------------- | ---------------------------------------- | -------------------------- | -------------------------- | -------------------------- | - |
| 23 de abril                | Cidade do México           | México                     | Arena Ciudad de México                   | Mariana BO                 | 49.239/49.239              | $10,015,103                |   |
| 25 de abril                | Cidade do México           | México                     | Arena Ciudad de México                   | Mariana BO                 | 49.239/49.239              | $10,015,103                |   |
| 26 de abril                | Cidade do México           | México                     | Arena Ciudad de México                   | Midnight Generation        | 49.239/49.239              | $10,015,103                |   |
| 28 de abril                | Monterrey                  | México                     | Arena Monterrey                          | Mariana BO                 | 20.393/20.393              | $10,015,103                |   |
| 29 de abril                | Monterrey                  | México                     | Arena Monterrey                          | Mariana BO                 | 20.393/20.393              | $10,015,103                |   |
| 7 de maio                  | Houston                    | Estados Unidos             | Toyota Center                            | Rebecca Black              | 19.300/19.300              | —                          |   |
| 9 de maio                  | Oklahoma City              | Estados Unidos             | Paycom Center                            | Rebecca Black              | 9.064/9.064                | $1,032,158                 |   |
| 10 de maio                 | Kansas City                | Estados Unidos             | T-Mobile Center                          | Rebecca Black              | 19.500/19.500              |                            |   |
| 12 de maio                 | Chicago                    | Estados Unidos             | United Center                            | Rebecca Black              | 23.500/23.500              |                            |   |
| 13 de maio                 | Minneapolis                | Estados Unidos             | Target Center                            | Rebecca Black              | 20.000/20.000              |                            |   |
| 17 de maio                 | Las Vegas                  | Estados Unidos             | T-Mobile Arena                           | Rebecca Black              | —                          |                            |   |
| 20 de maio                 | Austin                     | Estados Unidos             | Moody Center                             | Rebecca Black              | 15.000/15.000              |                            |   |
| 22 de maio                 | Dallas                     | Estados Unidos             | American Airlines Center                 | Rebecca Black              | —                          |                            |   |
| Etapa 2 — Oceania          |                            |                            |                                          |                            |                            |                            |   |
| 4 de junho                 | Sydney                     | Austrália                  | Qudos Bank Arena                         | —                          | 21.000/21.000              | —                          |   |
| 7 de junho                 | Melbourne                  | Austrália                  | Rod Laver Arena                          | —                          | 15.000/15.000              | —                          |   |
| 9 de junho                 | Sydney                     | Austrália                  | Qudos Bank Arena                         | —                          | 42.000/42.000              | ----                       |   |
| 10 de junho                | Sydney                     | Austrália                  | Qudos Bank Arena                         | —                          | 42.000/42.000              | ----                       |   |
| 12 de junho                | Melbourne                  | Austrália                  | Rod Laver Arena                          | —                          | 45.000/45.000              | —                          |   |
| 13 de junho                | Melbourne                  | Austrália                  | Rod Laver Arena                          | —                          | 45.000/45.000              | —                          |   |
| 14 de junho                | Melbourne                  | Austrália                  | Rod Laver Arena                          | —                          | 45.000/45.000              | —                          |   |
| 17 de junho                | Brisbane                   | Austrália                  | Brisbane Entertainment Centre            | —                          | 27.000/27.000              | —                          |   |
| 18 de junho                | Brisbane                   | Austrália                  | Brisbane Entertainment Centre            | —                          | 27.000/27.000              | —                          |   |
| 22 de junho                | Perth                      | Austrália                  | RAC Arena                                | —                          | 31.000/31.000              | —                          |   |
| 23 de junho                | Perth                      | Austrália                  | RAC Arena                                | —                          | 31.000/31.000              | —                          |   |
| 26 de junho                | Adelaide                   | Austrália                  | Adelaide Entertainment Centre            | —                          | 48.000/48.000              | —                          |   |
| 27 de junho                | Adelaide                   | Austrália                  | Adelaide Entertainment Centre            | —                          | 48.000/48.000              | —                          |   |
| 29 de junho                | Adelaide                   | Austrália                  | Adelaide Entertainment Centre            | —                          | 48.000/48.000              | —                          |   |
| 30 de junho                | Adelaide                   | Austrália                  | Adelaide Entertainment Centre            | —                          | 48.000/48.000              | —                          |   |
| Etapa 3 — América do Norte |                            |                            |                                          |                            |                            |                            |   |
| 10 de julho                | Denver                     | Estados Unidos             | Ball Arena                               | Cheat Codes                | —                          | —                          |   |
| 12 de julho                | Phoenix                    | Estados Unidos             | Footprint Center                         | Rebecca Black              | —                          | —                          |   |
| 13 de julho                | Anaheim                    | Estados Unidos             | Honda Center                             | Rebecca Black              | —                          | —                          |   |
| 15 de julho                | Inglewood                  | Estados Unidos             | Kia Forum                                | Rebecca Black              | —                          | —                          |   |
| 18 de julho                | São Francisco              | Estados Unidos             | Chase Center                             | Rebecca Black              | —                          | —                          |   |
| 21 de julho                | Seattle                    | Estados Unidos             | Climate Pledge Arena                     | Rebecca Black              | —                          | —                          |   |
| 22 de julho                | Vancouver                  | Canadá                     | Rogers Arena                             | Rebecca Black              | —                          | —                          |   |
| 24 de julho                | Edmonton                   | Canadá                     | Rogers Place                             | Rebecca Black              | —                          | —                          |   |
| 26 de julho                | Winnipeg                   | Canadá                     | Canada Life Centre                       | Rebecca Black              | —                          | —                          |   |
| 29 de julho                | Ottawa                     | Canadá                     | Canadian Tire Centre                     | Rebecca Black              | —                          | —                          |   |
| 30 de julho                | Montreal                   | Canadá                     | Centre Bell                              | Rebecca Black              | —                          | —                          |   |
| 1 de agosto                | Quebec                     | Canadá                     | Centre Videotron                         | Cheat Codes                | —                          | —                          | — |
| 3 de agosto                | Detroit                    | Estados Unidos             | Little Caesars Arena                     | Cheat Codes                | —                          | —                          | — |
| 5 de agosto                | Toronto                    | Canadá                     | Scotiabank Arena                         | Rebecca Black              | 26.000/26.000              | —                          |   |
| 6 de agosto                | Toronto                    | Canadá                     | Scotiabank Arena                         | Rebecca Black              | 26.000/26.000              | —                          |   |
| 8 de agosto                | Boston                     | Estados Unidos             | TD Garden                                | Rebecca Black              | —                          | —                          |   |
| 9 de agosto                | Filadélfia                 | Estados Unidos             | Wells Fargo Center                       | Rebecca Black              | —                          | —                          |   |
| 11 de agosto               | Nova York                  | Estados Unidos             | Madison Square Garden                    | Rebecca Black              | —                          | —                          |   |
| 14 de agosto               | Newark                     | Estados Unidos             | Prudential Center                        | Rebecca Black              | —                          | —                          |   |
| 15 de agosto               | Baltimore                  | Estados Unidos             | CFG Bank Arena                           | Rebecca Black              | —                          | —                          |   |
| 17 de agosto               | Raleigh                    | Estados Unidos             | Lenovo Center                            | Rebecca Black              | —                          | —                          |   |
| 19 de agosto               | Nashville                  | Estados Unidos             | Bridgestone Arena                        | Rebecca Black              | —                          | —                          |   |
| 20 de agosto               | Atlanta                    | Estados Unidos             | State Farm Arena                         | Rebecca Black              | —                          | —                          |   |
| 22 de agosto               | Tampa                      | Estados Unidos             | Amalie Arena                             | Rebecca Black              | —                          | —                          |   |
| 23 de agosto               | Miami                      | Estados Unidos             | Kaseya Center                            | Rebecca Black              | —                          | —                          |   |
| Etapa 4 — América do Sul   |                            |                            |                                          |                            |                            |                            |   |
| 6 de setembro              | Santiago                   | Chile                      | Estádio Municipal de La Florida          | —                          | 12.000/12.000              | —                          |   |
| 9 de setembro              | Buenos Aires               | Argentina                  | Movistar Arena Buenos Aires              | —                          | 15.000/15.000              | —                          |   |
| 10 de setembro             | Buenos Aires               | Argentina                  | Movistar Arena Buenos Aires              | —                          | 15.000/15.000              | —                          |   |
| 14 de setembro[A]          | São Paulo                  | Brasil                     | Autódromo de Interlagos                  | —                          | —                          | —                          |   |
| 16 de setembro             | Curitiba                   | Brasil                     | Ligga Arena                              | —                          | —                          | —                          |   |
| 19 de setembro             | Brasília                   | Brasil                     | Arena BRB Mané Garrincha                 | —                          | —                          | —                          |   |
| Etapa 5 — Europa           |                            |                            |                                          |                            |                            |                            |   |
| 4 de outubro               | Belfast                    | Reino Unido                | Odyssey Arena                            | —                          | —                          | —                          |   |
| 5 de outubro               | Belfast                    | Reino Unido                | Odyssey Arena                            | —                          | —                          | —                          |   |
| 7 de outubro               | Glasgow                    | Reino Unido                | OVO Hydro                                | —                          | 13.000/13.000              | —                          |   |
| 8 de outubro               | Manchester                 | Reino Unido                | Manchester Arena                         | —                          | 21.000/21.000              | —                          |   |
| 10 de outubro              | Sheffield                  | Reino Unido                | FlyDSA Arena                             | —                          | —                          | —                          |   |
| 11 de outubro              | Birmingham                 | Reino Unido                | Utilita Arena Birmingham                 | —                          | 15.800/15.800              | —                          |   |
| 13 de outubro              | Londres                    | Reino Unido                | The O2 Arena                             | —                          | 40.000/40.000              | —                          |   |
| 14 de outubro              | Londres                    | Reino Unido                | The O2 Arena                             | —                          | 40.000/40.000              | —                          |   |
| 16 de outubro              | Antuérpia                  | Bélgica                    | Sportpaleis                              | —                          | 24.000/24.000              | —                          |   |
| 17 de outubro              | Hanôver                    | Alemanha                   | ZAG Arena                                | —                          | 14.000/14.000              | —                          |   |
| 19 de outubro              | Copenhague                 | Dinamarca                  | Royal Arena                              | —                          | —                          | —                          |   |
| 21 de outubro              | Berlim                     | Alemanha                   | Uber Arena                               | —                          | 17.000/17.000              | —                          |   |
| 23 de outubro              | Colônia                    | Alemanha                   | Lanxess Arena                            | —                          | 20.000/20.000              | —                          |   |
| 24 de outubro              | Paris                      | França                     | Accor Arena                              | —                          | 20.000/20.000              | —                          |   |
| 27 de outubro              | Budapeste                  | Hungria                    | MVM Dome                                 | —                          | —                          | —                          |   |
| 28 de outubro              | Cracóvia                   | Polônia                    | Tauron Arena                             | —                          | —                          | —                          |   |
| 30 de outubro              | Praga                      | Chéquia                    | O2 Arena                                 | —                          | 18.000/18.000              | —                          |   |
| 31 de outubro              | Munique                    | Alemanha                   | Olympiahalle                             | —                          | 15.000/15.000              | —                          |   |
| 2 de novembro              | Bolonha                    | Itália                     | Unipol Arena                             | —                          | —                          | —                          |   |
| 4 de novembro              | Paris                      | França                     | Accor Arena                              | —                          | 40.000/40.000              | —                          |   |
| 5 de novembro              | Paris                      | França                     | Accor Arena                              | —                          | 40.000/40.000              | —                          |   |
| 7 de novembro              | Lyon                       | França                     | LDLC Arena                               | —                          | 16.000/16.000              | —                          |   |
| 9 de novembro              | Barcelona                  | Espanha                    | Palau Sant Jordi                         | —                          | 24.000/24.000              | —                          |   |
| 11 de novembro             | Madrid                     | Espanha                    | Movistar Arena Madrid                    | —                          | 15.000/15.000              | —                          |   |
| Etapa 6 - Ásia             |                            |                            |                                          |                            |                            |                            |   |
| 21 de novembro             | Hangzhou                   | China                      | Hangzhou Olympic Sports Center Gymnasium | —                          | 160.000/160.000            | —                          |   |
| 22 de novembro             | Hangzhou                   | China                      | Hangzhou Olympic Sports Center Gymnasium | —                          | 160.000/160.000            | —                          |   |
| 24 de novembro             | Xangai                     | China                      | Mercedes-Benz Arena                      | —                          | —                          | —                          |   |
| 25 de novembro             | Xangai                     | China                      | Mercedes-Benz Arena                      | —                          | —                          | —                          |   |
| 26 de novembro             | Xangai                     | China                      | Mercedes-Benz Arena                      | —                          | —                          | —                          |   |
| 29 de novembro             | Haikou                     | China                      | Wuyuwan River Stadium                    | —                          | —                          | —                          |   |
| 3 de dezembro              | Tóquio                     | Japão                      | Saitama Super Arena                      | —                          | —                          | —                          |   |
| 4 de dezembro              | Tóquio                     | Japão                      | Saitama Super Arena                      | —                          | —                          | —                          |   |
| 7 de dezembro[B]           | Abu Dhabi                  | Emirados Árabes Unidos     | Etihad Park                              | —                          | —                          | —                          |   |
| Total                      | Total                      | Total                      | Total                                    | Total                      | —                          | —                          |   |

Festivais e outros concertos
A Esse show faz parte do festival The Town (2025).
B Esse show faz parte dos shows de encerramento do Abu Dhabi Grand Prix (2025).

### Showscancelados
| Data (2025) | Cidade      | País   | Local             | Motivo                         | Ref.  |
| ----------- | ----------- | ------ | ----------------- | ------------------------------ | ----- |
| 1 de maio   | Guadalajara | México | Arena Guadalajara | Construção incompleta da arena | [ 8 ] |
| 2 de maio   | Guadalajara | México | Arena Guadalajara | Construção incompleta da arena | [ 8 ] |